# تایر (نیویورک)
تایر، نیویورک (به انگلیسی: Tyre, New York) یک منطقهٔ مسکونی در ایالات متحده آمریکا است که در شهرستان سنکا واقع شده‌است.

## خصوصیات
تایر ۸۵٫۸ کیلومترمربع مساحت و ۸۹۹ نفر جمعیت دارد و ۱۳۲ متر بالاتر از سطح دریا واقع شده‌است.